# Pero charadrea
Pero charadrea là một loài bướm đêm trong họ Geometridae.